# Ксантенский мир
Ксантенский мир (нем. Vertrag von Xanten) — соглашение о разделе клевского наследства, заключенное между курфюрстом Бранденбурга и пфальцграфом Нойбурга 12 ноября 1614 года. Соглашение не было исполнено должным образом, спор продолжался на протяжении всей Тридцатилетней войны и закончился только в 1666 году.

## Предыстория
В 1609 году, когда единственный сын Вильгельма V и последний потомок герцогов Юлих-Клеве-Берг Иоганн умер бездетным, за его наследство разгорелся спор между двумя протестантскими князьями-наследниками: пфальцграфом Нойбурга Филиппом Людвигом, мужем сестры Иоганна Вильгельма — Анны, и курфюрстом Бранденбурга Иоганном III Сигизмундом, мужем племянницы Иоганна Вильгельма Анны Прусской, дочери его старшей сестры Марии Элеоноры и герцога Альбрехта-Фридриха. Претензии младших сестёр Иоганна Вильгельма, требовавших разделения Юлих-Клеве-Берга на равные части, и других наследников были оставлены без внимания.
Воспользовавшись этой ситуацией, контроль над этими стратегически важными землями на северо-западе Священной Римской империи попытались взять Габсбурги, после чего разгорелась война за клевское наследство. Интересы Нойбурга отстаивал старший сын Филиппа Людвига, Вольфганг Вильгельм, который, перейдя в 1613 году в католицизм, заручился поддержкой Католической лиги и Испании (несмотря на смену конфессии, Анна Юлих-Клеве-Бергская заняла позицию сына). Позднее в конфликт вмешались Голландская республика и Франция.

## Итог
12 ноября 1614 года в Ксантене было заключено соглашению, по которому маркграфству Бранденбург переходили герцогство Клевское и графства Марк и Равенсберг, а Пфальц-Нойбургу — герцогства Юлих-Берг и Берг. При этом каждый из наследников должен был управлять в доставшейся ему части именем обоих наследников.
Союзники обеих сторон отказались вывести свои войска из спорных земель и Ксантенский договор остался неисполненным. Так, большая часть Клевского герцогства была оккупирована армией Голландской республики вплоть до 1672 года, а испанские войска под командованием Амброзио Спинолы отказались сдать ключевую крепость Везель. Борьба за Юлих-Клеве-Берг продолжалась всю Тридцатилетнюю войну и закончилась 19 сентября 1666 года заключением договора в Клеве между пфальцграфом Нойбурга Филиппом Вильгельмом, внуком Филиппа Людвига, и курфюрстом Бранденбурга Фридрихом Вильгельмом, внуком Иоганна Сигизмунда.